# Sea Level (kunst)
Sea Level (1996) is een land art kunstwerk van de Amerikaanse kunstenaar Richard Serra (1938-2024) in het landschapspark de Wetering in Zeewolde. Het kunstwerk bestaat uit twee muren van 200 meter lang, waarvan de hoogte overeenkomt met het zeeniveau. Het beeld, gemaakt van gepigmenteerd beton is het grootste werk van Serra in Europa.
Het werk werd in 2011 voorzien van een laag grijze verf in overleg met de kunstenaar, o.a. ter bescherming tegen graffiti. Omdat de verf afbladderde en het beton verweerd en beschadigd  raakte,  werd in 2023 besloten het werk helemaal opnieuw te bouwen, met subsidie van de provincie Flevoland voor 175.000 euro. Het overige bedrag, tot 2 miljoen euro, wordt bijeengebracht door Serra.